# Немудруи
Немудруи (укр. Немудруї) — село,
Ольшанский сельский совет,
Недригайловский район,
Сумская область,
Украина.
Код КОАТУУ — 5923584404. Население по переписи 2001 года составляло 69 человек .

## Географическое положение
Село Немудруи находится на расстоянии в 0,5 км от сёл Фартушино, Белоярское и Шаповалово.
По селу протекает пересыхающий ручей с запрудой.